# Stanisław Bajtlik
Stanisław Bajtlik (ur. 1955 w Żywcu) – polski astrofizyk i dziennikarz, pracownik Centrum Astronomicznego im. Mikołaja Kopernika przy Polskiej Akademii Nauk (CAMK PAN) w Warszawie.

## Życiorys
Zajmuje się popularyzacją nauki. Jest autorem kilkudziesięciu prac naukowych i kilkuset artykułów, programów radiowych i audycji telewizyjnych o charakterze popularnonaukowym oraz książki Kosmiczny alfabet. Był autorem całorocznego, codziennego cyklu audycji nadawanych w 2000 roku przez Polskie Radio Bis „Kosmiczne związki”. Wraz z Arkadiuszem Orłowskim prowadził w latach 2005-2007 program popularnonaukowy w TVP1 „Symulator faktu”. Współpracuje z Uniwersytetami Dzieci w wielu miastach. Jest członkiem Rady Programowej Warszawskiego Festiwalu Nauki.
Artykuły popularne publikował m.in. w czasopismach:
- „Świat Nauki”,
- „Spectrum der Wissenschaft”,
- „Wiedza i Życie”,
- tygodnik „Polityka”,
- „Gazeta Wyborcza”,
- „Postępy Fizyki”,
- „Młody Technik”,
- „Postępy Astronomii”,
- „Akademia”.

Jest też autorem hasła Ciemna energia w Encyklopedii PWN.

## Książki
Autorstwo
- 2000: Przyroda 4. Podręcznik dla szkoły podstawowej, współautorzy: Joanna Appelt, Andrzej Czubaj, Marek Demiański, Ryszard Kowalski, Warszawa: Prószyński i S-ka, ISBN 83-7255-559-1.
  - 2004: wznowiony jako Spotkania z przyrodą. Podręcznik do przyrody dla klasy 4, Kielce: MAC Edukacja, ISBN 83-7315-016-1.
- 2004: Kosmiczny alfabet, Warszawa: Prószyński i S-ka, ISBN 83-7337-736-0, oclc 831155883.

Przekłady
- 1995: John D. Barrow, Początek Wszechświata, Wydawnictwo CiS, ISBN 83-8545852-2.
- 1998: John Gribbin, Kosmologia. Prognozy XXI wieku, Prószyński i S-ka, ISBN 83-7180-789-9.
- 1999: Richard Feynman, Sens tego wszystkiego. Rozważania o życiu, religii, polityce i nauce, Prószyński, ISBN 83-7180-356-7.
- 1999: Jeremy Berstein, Teoria wszystkiego, współtłumacze: Helena Białkowska, Aleksandra Kopystyńska, Prószyński, ISBN 83-7180-703-1.
- 2002: Neil deGrasse Tyson, Wędrówki z Merlinem po Wszechświecie. Przewodnik dla ciekawych wszystkiego od Marsa i kwazarów do planet i wilkołaków, współtłumacz: Piotr Amsterdamski, Prószyński, ISBN 83-7337-171-0.
- 2003: Frank Hsia-San Shu, Galaktyki, gwiazdy, życie. Fizyka Wszechświata, współtłumacze: Piotr Amsterdamski, Marcin Ryszkiewicz, Jarosław Włodarczyk, Prószyński, ISBN 83-7255-173-1.

## Nagrody
- 2007: laureat konkursu „Popularyzator nauki”, organizowanego przez Ministerstwo Nauki i Szkolnictwa Wyższego oraz serwis „Nauka w Polsce” Polskiej Agencji Prasowej.
- 2008: Medal i Nagroda PTF im. Krzysztofa Ernsta za popularyzację fizyki od Polskiego Towarzystwa Fizycznego,  „za wszechstronną i pełną pasji działalność popularyzatorską”.